# Bowie County
Bowie County är ett administrativt område i delstaten Texas, USA, med 92 565 invånare (2010). Den officiella huvudorten (county seat) är Boston, medan domstolshuset finns numera i New Boston.

## Geografi
Enligt United States Census Bureau har countyt en total area på 2 391 km². 2 300 km² av den arean är land och 91 km² är vatten.

### Angränsande countyn
- McCurtain County - nord
- Little River County, Arkansas - nordost
- Miller County, Arkansas - sydost
- Cass County - syd
- Morris County - sydväst
- Red River County - väst